# Borovnica
Borovnica (lat. Vaccinium), biljni je rod iz porodice vrjesovki. To su listopadni ili zimzeleni polugrmovi, grmovi i drveće, a najpoznatiji predstavnici ovog roda su obična borovnica (V. myrtillus), američka borovnica ili kultivirana borovnica (V. corymbosum), močvarna borovnica (Vaccinium uliginosum) i brusnica (V. vitis-idaea). Sve četiri navedene vrste rastu i po Hrvatskoj.
Brusnica, Vaccinium vitis-idaea L. je zimzeleni, niski grm s tankim, okruglastim i poleglim grančicama koja raste najčešće s borovnicom, a raširena je po u sjevernoj Europi, Aziji i Sjevernoj Americi i često se koristi u tradicionalnoj medicini, te za izradu sokova, kompota i pekmeza.
Borovnica se ne smije brkati s rodom borovica (Juniperus).
Latinsko ime roda dolazi od lat. riječi bacca (boba). Nekadašnji rod Oxycoccus uklopljen je u Vaccinium.

## Vrste
1. Vaccinium absconditum J.J.Sm.
2. Vaccinium acrobracteatum K.Schum.
3. Vaccinium acutissimum F.Muell.
4. Vaccinium adenochaetum Sleumer
5. Vaccinium adenopodum Sleumer
6. Vaccinium adenotrichum Sleumer
7. Vaccinium agusanense Elmer
8. Vaccinium aitapense Sleumer
9. Vaccinium alainii Acuña & Roíg
10. Vaccinium albicans Sleumer
11. Vaccinium albidens H.Lév. & Vaniot
12. Vaccinium almedae Wilbur & Luteyn
13. Vaccinium altiterrae Veldkamp
14. Vaccinium alvarezii Merr.
15. Vaccinium amakhangium S.Panda & Sanjappa
16. Vaccinium amazonicum Pedraza & Luteyn
17. Vaccinium ambivalens Sleumer
18. Vaccinium ambyandrum F.Muell.
19. Vaccinium amphoterum Sleumer
20. Vaccinium amplexicaule J.J.Sm.
21. Vaccinium ampullaceum Sleumer
22. Vaccinium andersonii Sleumer
23. Vaccinium angiense Kaneh. & Hatus.
24. Vaccinium angustifolium Aiton
25. Vaccinium apiculatum Sleumer
26. Vaccinium apophysatum Sleumer
27. Vaccinium appendiculatum Schltr.
28. Vaccinium arboreum Marshall
29. Vaccinium arbutoides C.B.Clarke
30. Vaccinium arctostaphylos L.
31. Vaccinium ardisioides Hook.f. ex C.B.Clarke
32. Vaccinium aristatum Luteyn & Pedraza
33. Vaccinium artum J.J.Sm.
34. Vaccinium × atlanticum E.P.Bicknell
35. Vaccinium aucupis Sleumer
36. Vaccinium auriculifolium Sleumer
37. Vaccinium bancanum Miq.
38. Vaccinium banksii Merr.
39. Vaccinium barandanum S.Vidal
40. Vaccinium barbatum J.J.Sm.
41. Vaccinium bartlettii Merr.
42. Vaccinium benguetense S.Vidal
43. Vaccinium besagiense J.J.Sm.
44. Vaccinium bissei R.Berazaín
45. Vaccinium blepharocalyx Schltr.
46. Vaccinium bocatorense Wilbur
47. Vaccinium bodenii Wernham
48. Vaccinium boninense Nakai
49. Vaccinium boreale I.V.Hall & Aalders
50. Vaccinium brachyandrum C.Y.Wu & R.C.Fang
51. Vaccinium brachybotrys (Franch.) Hand.-Mazz.
52. Vaccinium brachycladum Sleumer
53. Vaccinium brachygyne J.J.Sm.
54. Vaccinium brachytrichum Sleumer
55. Vaccinium bracteatum Thunb.
56. Vaccinium brassii Sleumer
57. Vaccinium breedlovei L.O.Williams
58. Vaccinium brevipedicellatum C.Y.Wu
59. Vaccinium brevipedunculatum J.J.Sm.
60. Vaccinium bullatum (Dop) Sleumer
61. Vaccinium bulleyanum (Diels) Sleumer
62. Vaccinium caesariense Mack.
63. Vaccinium calycinum Sm.
64. Vaccinium camiguinense Merr.
65. Vaccinium campanense Wilbur & Luteyn
66. Vaccinium candidum Veldkamp
67. Vaccinium capillatum Sleumer
68. Vaccinium cardiophorum Sleumer
69. Vaccinium carlesii Dunn
70. Vaccinium carneolum Sleumer
71. Vaccinium carolinianum Ashe
72. Vaccinium caudatum Warb.
73. Vaccinium cavendishioides Sleumer
74. Vaccinium cavinerve C.Y.Wu
75. Vaccinium cebuense Salares & Pelser
76. Vaccinium centrocelebicum Sleumer
77. Vaccinium ceramense Sleumer
78. Vaccinium cercidifolium J.J.Sm.
79. Vaccinium cereum (L.f.) G.Forst.
80. Vaccinium cespitosum Michx.
81. Vaccinium chaetothrix Sleumer
82. Vaccinium chamaebuxus C.Y.Wu
83. Vaccinium chengiae W.P.Fang
84. Vaccinium chihuahuense Wilbur & Luteyn
85. Vaccinium chimantense Maguire, Steyerm. & Luteyn
86. Vaccinium chunii Merr. ex Sleumer
87. Vaccinium ciliatum Thunb.
88. Vaccinium claoxylon J.J.Sm.
89. Vaccinium clementis Merr.
90. Vaccinium coelorum Wernham
91. Vaccinium commutatum Mabb. & Sleumer
92. Vaccinium conchophyllum Rehder
93. Vaccinium confertum Kunth
94. Vaccinium consanguineum Klotzsch
95. Vaccinium continuum Luteyn & Pedraza
96. Vaccinium contractum Sleumer
97. Vaccinium convallariiflorum J.J.Sm.
98. Vaccinium convexifolium J.J.Sm.
99. Vaccinium cordifolium (M.Martens & Galeotti) Hemsl.
100. Vaccinium coriaceum Hook.f.
101. Vaccinium cornigerum Sleumer
102. Vaccinium corymbodendron Dunal
103. Vaccinium corymbosum L.
104. Vaccinium costaricense Wilbur & Luteyn
105. Vaccinium costerifolium Sleumer
106. Vaccinium craspedotum Sleumer
107. Vaccinium crassiflorum J.J.Sm.
108. Vaccinium crassifolium Andrews
109. Vaccinium crassistylum Sleumer
110. Vaccinium crassivenium Sleumer
111. Vaccinium crenatifolium Sleumer
112. Vaccinium crenatum (G.Don) Sleumer
113. Vaccinium crinigerum Kloet
114. Vaccinium cruentum Sleumer
115. Vaccinium cubense Griseb.
116. Vaccinium culminicola Wernham
117. Vaccinium cumingianum S.Vidal
118. Vaccinium cuneifolium (Blume) Miq.
119. Vaccinium cuspidifolium C.Y.Wu & R.C.Fang
120. Vaccinium cyclopense J.J.Sm.
121. Vaccinium cylindraceum Sm.
122. Vaccinium damingshanense Y.H.Tong & N.H.Xia
123. Vaccinium daphniphyllum Schltr.
124. Vaccinium darrowii Camp
125. Vaccinium debilescens Sleumer
126. Vaccinium decumbens J.J.Sm.
127. Vaccinium delavayi Franch.
128. Vaccinium deliciosum Piper
129. Vaccinium dendrocharis Hand.-Mazz.
130. Vaccinium densifolium J.J.Sm.
131. Vaccinium dentatum Sm.
132. Vaccinium dependens (G.Don) Sleumer
133. Vaccinium dialypetalum J.J.Sm.
134. Vaccinium dictyoneuron Sleumer
135. Vaccinium didymanthum Dunal
136. Vaccinium distichum Luteyn
137. Vaccinium dobbinii Burnham
138. Vaccinium dominans Sleumer
139. Vaccinium dubiosum J.J.Sm.
140. Vaccinium duclouxii (H.Lév.) Hand.-Mazz.
141. Vaccinium dunalianum Wight
142. Vaccinium dunnianum Sleumer
143. Vaccinium ekmanii R.Berazaín
144. Vaccinium elegans Elmer
145. Vaccinium elliptifolium Merr.
146. Vaccinium elvirae Luteyn
147. Vaccinium emarginatum Hayata
148. Vaccinium endertii J.J.Sm.
149. Vaccinium epiphyticum Merr.
150. Vaccinium erythrocarpum Michx.
151. Vaccinium euryanthum A.C.Sm.
152. Vaccinium evanidinervium Sleumer
153. Vaccinium exaristatum Kurz
154. Vaccinium exul Bolus
155. Vaccinium eymae Sleumer
156. Vaccinium filipes Schltr.
157. Vaccinium fimbribracteatum C.Y.Wu
158. Vaccinium fimbricalyx Chun & W.P.Fang
159. Vaccinium finisterrae Schltr.
160. Vaccinium floccosum (L.O.Williams) Wilbur & Luteyn
161. Vaccinium floribundum Kunth
162. Vaccinium foetidissiumum H.Lév. & Vaniot
163. Vaccinium fragile Franch.
164. Vaccinium fraternum Sleumer
165. Vaccinium furfuraceum Wilbur & Luteyn
166. Vaccinium gaultheriifolium (Griff.) Hook.f. ex C.B.Clarke
167. Vaccinium geminiflorum Kunth
168. Vaccinium gitingense Elmer
169. Vaccinium gjellerupii J.J.Sm.
170. Vaccinium glabrescens King & Gamble
171. Vaccinium glandellatum Sleumer
172. Vaccinium glaucoalbum Hook.f. ex C.B.Clarke
173. Vaccinium glaucophyllum C.Y.Wu & R.C.Fang
174. Vaccinium globosum J.J.Sm.
175. Vaccinium goodenoughii Sleumer
176. Vaccinium gracile J.J.Sm.
177. Vaccinium gracilipes Sleumer
178. Vaccinium gracillimum J.J.Sm.
179. Vaccinium grandibracteatum Schltr.
180. Vaccinium griffithianum Wight
181. Vaccinium guangdongense W.P.Fang & Z.H.Pan
182. Vaccinium habbemae Koord.
183. Vaccinium haematinum Standl. & Steyerm.
184. Vaccinium haematochroum Sleumer
185. Vaccinium × hagerupii (Á.Löve & D.Löve) Rothm.
186. Vaccinium hainanense Sleumer
187. Vaccinium haitangense Sleumer
188. Vaccinium halconense Merr.
189. Vaccinium hatamense Becc.
190. Vaccinium hellwigianum Sleumer
191. Vaccinium henrici Sleumer
192. Vaccinium henryi Hemsl.
193. Vaccinium hiepii Kloet
194. Vaccinium hirsutum Buckley
195. Vaccinium hirtum Thunb.
196. Vaccinium hispidulissimum Wernham
197. Vaccinium hooglandii Sleumer
198. Vaccinium horizontale Sleumer
199. Vaccinium × hybridum (Avrorin) Czerep.
200. Vaccinium igneum J.J.Sm.
201. Vaccinium imbricans J.J.Sm.
202. Vaccinium impressinerve C.Y.Wu
203. Vaccinium inconspicuum J.J.Sm.
204. Vaccinium indutum S.Vidal
205. Vaccinium insigne (Koord.) J.J.Sm.
206. Vaccinium × intermedium Ruthe
207. Vaccinium iragaense Merr.
208. Vaccinium iteophyllum Hance
209. Vaccinium jacobeanum P.F.Stevens
210. Vaccinium jagorii Warb.
211. Vaccinium japonicum Miq.
212. Vaccinium jefense Luteyn & Wilbur
213. Vaccinium jevidalianum Smitinand & P.H.Hô
214. Vaccinium kachinense Brandis
215. Vaccinium kingdon-wardii Sleumer
216. Vaccinium kjellhergii J.J.Sm.
217. Vaccinium korinchense Ridl.
218. Vaccinium korthalsii Miq.
219. Vaccinium kostermansii Sleumer
220. Vaccinium kunthianum Klotzsch
221. Vaccinium lageniforme J.J.Sm.
222. Vaccinium lamellatum P.F.Stevens
223. Vaccinium lamprophyllum C.Y.Wu & R.C.Fang
224. Vaccinium lanigerum Sleumer
225. Vaccinium latifolium (Griseb.) Benth. & Hook.f. ex B.D.Jacks.
226. Vaccinium latissimum J.J.Sm.
227. Vaccinium laurifolium (Blume) Miq.
228. Vaccinium leonis Acuña & Roíg
229. Vaccinium leptocladum Sleumer
230. Vaccinium leptomorphum Sleumer
231. Vaccinium leptospermoides J.J.Sm.
232. Vaccinium leucanthum Schltdl.
233. Vaccinium ligustrifolium J.J.Sm.
234. Vaccinium linearifolium Kloet
235. Vaccinium littoreum Miq.
236. Vaccinium longepedicellatum Sleumer
237. Vaccinium longicaudatum Chun ex W.P.Fang & Z.H.Pan
238. Vaccinium longiporum Schltr.
239. Vaccinium longisepalum J.J.Sm.
240. Vaccinium loranthifolium Ridl.
241. Vaccinium lorentzii Koord.
242. Vaccinium lucidum (Blume) Miq.
243. Vaccinium lundellianum L.O.Williams
244. Vaccinium luteynii Wilbur
245. Vaccinium luzoniense S.Vidal
246. Vaccinium macgillivrayi Seem.
247. Vaccinium macrocarpon Aiton
248. Vaccinium madagascariense (Thouars ex Poir.) Sleumer
249. Vaccinium malacothrix Sleumer
250. Vaccinium mandarinorum Diels
251. Vaccinium manipurense (Watt ex Brandis) Sleumer
252. Vaccinium marianum P.Watson
253. Vaccinium mathewsii Sleumer
254. Vaccinium megalophyes Sleumer
255. Vaccinium membranaceum Douglas ex Torr.
256. Vaccinium meridionale Sw.
257. Vaccinium microcarpum (Turcz. ex Rupr.) Schmalh.
258. Vaccinium minimiflorum Sleumer
259. Vaccinium minusculum Sleumer
260. Vaccinium minuticalcaratum J.J.Sm.
261. Vaccinium miquelii Boerl.
262. Vaccinium mjoebergii J.J.Sm.
263. Vaccinium modestum W.W.Sm.
264. Vaccinium molle J.J.Sm.
265. Vaccinium monanthum Ridl.
266. Vaccinium monetarium Sleumer
267. Vaccinium monteverdense Wilbur & Luteyn
268. Vaccinium montis-ericae Sleumer
269. Vaccinium morobense Kloet
270. Vaccinium moupinense Franch.
271. Vaccinium muriculatum J.J.Sm.
272. Vaccinium myodianum S.Panda & Sanjappa
273. Vaccinium myrsinites Lam.
274. Vaccinium myrsinoides Schltr.
275. Vaccinium myrtilloides Michx.
276. Vaccinium myrtillus L.
277. Vaccinium myrtoides (Blume) Miq.
278. Vaccinium nagamasu Argent
279. Vaccinium neilgherrense Wight
280. Vaccinium nhatrangense Dop
281. Vaccinium nitens Sleumer
282. Vaccinium nubigenum Fernald
283. Vaccinium nummularia Hook.f. & Thomson ex C.B.Clarke
284. Vaccinium nuttallii (C.B.Clarke) Sleumer
285. Vaccinium obatapaquiniorum Takeuchi
286. Vaccinium obedii Veldkamp
287. Vaccinium oldhamii Miq.
288. Vaccinium omeiense W.P.Fang
289. Vaccinium oranjense J.J.Sm.
290. Vaccinium oreites Sleumer
291. Vaccinium oreogenes W.W.Sm.
292. Vaccinium oreomyrtus Sleumer
293. Vaccinium orosiense Wilbur & Luteyn
294. Vaccinium ortizii Luteyn & Pedraza
295. Vaccinium oscarlopezianum Co
296. Vaccinium otophyllum Sleumer
297. Vaccinium ovalifolium Sm.
298. Vaccinium ovatum Pursh
299. Vaccinium oxycoccos L.
300. Vaccinium pachydermum Stapf
301. Vaccinium padifolium Sm.
302. Vaccinium palawanense Merr.
303. Vaccinium pallidum Aiton
304. Vaccinium papillatum P.F.Stevens
305. Vaccinium papulosum C.Y.Wu & R.C.Fang
306. Vaccinium paradisearum Becc.
307. Vaccinium parvifolium Sm.
308. Vaccinium parvulifolium F.Muell.
309. Vaccinium paucicrenatum Sleumer
310. Vaccinium perrigidum Elmer
311. Vaccinium petelotii Merr.
312. Vaccinium philippinense Warb.
313. Vaccinium phillyreoides Sleumer
314. Vaccinium piceifolium Wernham
315. Vaccinium piliferum (Hook.f. ex C.B.Clarke) Sleumer
316. Vaccinium pilosilobum J.J.Sm.
317. Vaccinium piperifolium Sleumer
318. Vaccinium pipolyi Luteyn
319. Vaccinium platyphyllum Merr.
320. Vaccinium poasanum Donn.Sm.
321. Vaccinium podocarpoideum W.P.Fang & Z.H.Pan
322. Vaccinium praeces P.F.Stevens
323. Vaccinium praestans Lamb.
324. Vaccinium pratense P.C.Tam ex C.Y.Wu & R.C.Fang
325. Vaccinium prostratum Sleumer
326. Vaccinium psammogenes Sleumer
327. Vaccinium pseudobullatum W.P.Fang & Z.H.Pan
328. Vaccinium pseudocaracasanum Sleumer
329. Vaccinium pseudocaudatum Sleumer
330. Vaccinium pseudodialypetalum Ng
331. Vaccinium pseudorobustum Sleumer
332. Vaccinium pseudospadiceum Dop
333. Vaccinium pseudotonkinense Sleumer
334. Vaccinium pterocalyx Luteyn
335. Vaccinium puberulum Klotzsch ex Meisn.
336. Vaccinium pubicalyx Franch.
337. Vaccinium pugionifolium Sleumer
338. Vaccinium pullei J.J.Sm.
339. Vaccinium pumilum Kurz
340. Vaccinium quinquefidum J.J.Sm.
341. Vaccinium racemosum (Vahl) Wilbur & Luteyn
342. Vaccinium randaiense Hayata
343. Vaccinium rapae Skottsb.
344. Vaccinium reticulatovenosum Sleumer
345. Vaccinium reticulatum Sm.
346. Vaccinium retivenium Sleumer
347. Vaccinium retusifolium J.J.Sm.
348. Vaccinium retusum (Griff.) Hook.f. ex C.B.Clarke
349. Vaccinium rigidifolium Sleumer
350. Vaccinium roraimense N.E.Br.
351. Vaccinium roseiflorum J.J.Sm.
352. Vaccinium rubescens R.C.Fang
353. Vaccinium rubroviolaceum Sleumer
354. Vaccinium sanguineum Schltr.
355. Vaccinium santafeense Wilbur & Luteyn
356. Vaccinium sarawakense Merr.
357. Vaccinium saxatile Luteyn & Pedraza
358. Vaccinium saxicola Chun
359. Vaccinium scandens Schltr.
360. Vaccinium schlechterianum Sleumer
361. Vaccinium schoddei Sleumer
362. Vaccinium schultzei Schltr.
363. Vaccinium sciaphilum C.Y.Wu
364. Vaccinium sclerophyllum Sleumer
365. Vaccinium scoparium Leiberg ex Coville
366. Vaccinium scopulorum W.W.Sm.
367. Vaccinium scortechinii King & Gamble
368. Vaccinium scyphocalyx Sleumer
369. Vaccinium secundum Klotzsch
370. Vaccinium selerianum (Loes.) Sleumer
371. Vaccinium serrulatum W.P.Fang & Z.H.Pan
372. Vaccinium setipes Airy Shaw
373. Vaccinium shaferi Acuña & Roíg
374. Vaccinium shastense J.K.Nelson & Lindstrand
375. Vaccinium shikokianum Nakai
376. Vaccinium sieboldii Miq.
377. Vaccinium sikkimense C.B.Clarke
378. Vaccinium simulans Sleumer
379. Vaccinium singularis N.R.Salinas & Betancur
380. Vaccinium sinicum Sleumer
381. Vaccinium smallii A.Gray
382. Vaccinium sororium J.J.Sm.
383. Vaccinium spaniotrichum Sleumer
384. Vaccinium sparsicapillum Sleumer
385. Vaccinium sparsum Sleumer
386. Vaccinium sphyrospennoides Sleumer
387. Vaccinium spiculatum C.Y.Wu & R.C.Fang
388. Vaccinium sprengelii (G.Don) Sleumer ex Rehder
389. Vaccinium stamineum L.
390. Vaccinium stanleyi Schweinf.
391. Vaccinium stapfianum Sleumer
392. Vaccinium steinii Sleumer
393. Vaccinium stellae-montis Sleumer
394. Vaccinium stenanthum Sleumer
395. Vaccinium stenolobum Schltr.
396. Vaccinium stenophyllum Steud.
397. Vaccinium steyermarkii Luteyn
398. Vaccinium striicaule Sleumer
399. Vaccinium subdissitifolium P.F.Stevens
400. Vaccinium suberosum Kloet
401. Vaccinium subfalcatum Merr. ex Sleumer
402. Vaccinium subulisepalum J.J.Sm.
403. Vaccinium sumatranum Jack
404. Vaccinium summifaucis Sleumer
405. Vaccinium supracostatum Hand.-Mazz.
406. Vaccinium sylvaticum Elmer
407. Vaccinium symplocifolium (D.Don ex G.Don) Alston
408. Vaccinium talamancense (Wilbur & Luteyn) Luteyn
409. Vaccinium taxifolium Sleumer
410. Vaccinium tectiflorum Danet
411. Vaccinium tenax Argent
412. Vaccinium tenellum Aiton
413. Vaccinium tenerellum Sleumer
414. Vaccinium tentaculatum J.J.Sm.
415. Vaccinium tenuiflorum R.C.Fang
416. Vaccinium tenuipes Merr.
417. Vaccinium thibaudifolium Wernham
418. Vaccinium timonioides Wernham
419. Vaccinium timorense Fawc.
420. Vaccinium tomicipes J.J.Sm.
421. Vaccinium tonkinense Dop
422. Vaccinium trichocarpum Sleumer
423. Vaccinium trichocladum Merr. & F.P.Metcalf
424. Vaccinium triflorum Rehder
425. Vaccinium truncatocalyx Chun
426. Vaccinium tubiflorum J.J.Sm.
427. Vaccinium turfosum Sleumer
428. Vaccinium uliginosum L.
429. Vaccinium urceolatum Hemsl.
430. Vaccinium uroglossum Sleumer
431. Vaccinium urquiolae Berazaín
432. Vaccinium urubambense Luteyn & Pedraza
433. Vaccinium utteridgei Argent
434. Vaccinium vacciniaceum (Roxb.) Sleumer
435. Vaccinium varingiifolium (Blume) Miq.
436. Vaccinium venosum Wight
437. Vaccinium versteegii Koord.
438. Vaccinium vidalii Merr. & Rolfe
439. Vaccinium vietnamense Smitinand & P.H.Hô
440. Vaccinium villosiflorum J.J.Sm.
441. Vaccinium viridiflorum J.J.Sm.
442. Vaccinium viscifolium King & Gamble
443. Vaccinium vitis-idaea L.
444. Vaccinium vonroemeri Koord.
445. Vaccinium warburgii Sleumer
446. Vaccinium whiteanum Sleumer
447. Vaccinium whitfordii Merr.
448. Vaccinium whitmeei F.Muell.
449. Vaccinium whitmorei Ng
450. Vaccinium wilburii Almeda & Breedlove
451. Vaccinium wisselianum Sleumer
452. Vaccinium wollastonii Wernham
453. Vaccinium wondiwoiense J.J.Sm.
454. Vaccinium woodianum H.F.Copel.
455. Vaccinium wrightii A.Gray
456. Vaccinium xerampelinum Sleumer
457. Vaccinium yakushimense Makino
458. Vaccinium yaoshanicum Sleumer
459. Vaccinium yatabei Makino
460. Vaccinium youngii Pedraza & Luteyn